# تين مجفف
التين المجفف أو القطين هو طعام تقليدي في المشرق العربي وتركيا وبعض بلدان المتوسط. له عدة أنواع بحسب نوع شجرة التين، فمنه السوادي، والابياضي، والموازي، والسباعي والخروبي وغيرها.

## صناعة القطين
المنتج الرئيسي للتين هو القطين فالتين يؤكل صيفا والقطين شتاء، تمر ثمرة التين في عدة مراحل قبل أن تصبح مجففة فأول مرحلة هي جمع الذبيل الساقط على الأرض، ولا يكون ذلك إلا عند العصر ذلك لأن الذبيل في الصباح يكون محملاً بالندى، مما يؤثر على لونه وجودته. وبعد جمع الذبيل ووضعه في المسطاح ينتظر الفلاحون ثلاثة أيام حتى يجف وتبدأ العملية الثانية وهي البرارة حيث يتم انتقاء ما جف من التين، حيث يصنف القطين أثناء "برة" في المسطاح أما الردى فيبقى في المسطاح. أما الرديء فيجمع لوحدة حيث يستعمل علفاً للماشية أو يبادل به النواطير ترمساً من الباعة المنتشرين في الخلاء وأماكن العزب. ويوضع القطين أولاً في الكرم في مكان يسمى المخبأ حيث تحفر حفرة صغيرة في الأرض ويوضع القطين بها ويداس عليه بالأرجل حتى تتماسك الثمرة فتحفظ من العفن.

## الفوائد الصحية للتين المجفف
يمتاز التين المجفف بالعديد من الفوائد الصحية، حيث يحتوي على مجموعة من العناصر الغذائية المهمة لصحة الجسم. ومن فوائد التين المجفف أنه:
- يساعد على خفض ضغط الدم المرتفع بفضل احتوائه على مستويات عالية من البوتاسيوم. حيث يساعد البوتاسيوم الموجود في التين المجفف على الحفاظ على توازن الأملاح في جسم الإنسان.
- يساهم في الحفاظ على صحة الجهاز الهضمي.
- يزود الجسم بالمعادن والفيتامينات الهامة، ويساعد بشكل كبير على تقوية العظام وتحافظ على كثافتها، مثل البوتاسيوم والكالسيوم.
- تساعد على منح البشرة مظهر رائع وتقلل من فرص ظهور علامات تقدم السن.
- يحتوي على عنصر البوتاسيوم الذي يساعد الأعصاب على القيام بوظائفها الحيوية ويساهم في عملية انقباض العضلات.
- يحتوي على نسبة كبيرة من الألياف التي تعمل على زيادة الشعور بالشبع. كما أن مذاقه الحلو يجعله خياراً صحيًا بسعرات حرارية أقل من السكريات.
- يساهم التين المجفف في إمداد الجسم بنسبة جيدة من حاجته اليومي من الحديد، حيث يحتوي كل 100 غرام من التين المجفف على 2.03 مليغرام من الحديد.
- مقاوم طبيعي لمرض السكر على الرغم من احتواء التين المجفف على كمية معتدلة من السكر إلا أنه يساهم في مقاومة مرض السكري، وذلك بسبب احتوائه على عناصر عديدة تقلل من ارتفاع السكر في الدم مثل فيتامين هـ، بالإضافة إلى الألياف.

## العناصر الغذائية
يحتوي التين المجفف على عدة عناصر غذائية مفيدة ومهمة لجسم الإنسان منها:
| العناصر الغذائية | القيمة الغذائية لكل 100 غرام |
| ---------------- | ---------------------------- |
| الطاقة           | 269 سعر حراري                |
| كاربوهيدرات      | 63.87 غرام                   |
| ألياف            | 9.8 غرام                     |
| سكريات           | 47.9                         |
| دهون             | 0.93                         |